# Tiago (ur. 1977)
Tiago Jorge Honório (ur. 4 grudnia 1977) – brazylijski piłkarz występujący na pozycji napastnika.

## Kariera piłkarska
Od 1997 do 2013 roku występował w União Barbarense, Shenzhen Ruby, Sanfrecce Hiroszima, Athletico Paranaense, Shanghai United, Beijing Guo’an, Goiás EC, São Caetano, Suwon Samsung Bluewings, Chengdu Blades, Fagiano Okayama i Independente de Limeira.